# Rinorea hymenosepala
Rinorea hymenosepala är en violväxtart som beskrevs av Sidney Fay Blake. Rinorea hymenosepala ingår i släktet Rinorea och familjen violväxter. Inga underarter finns listade i Catalogue of Life.